# Giora Spiegel
Giora Spiegel (en hebreo: גיורא שפיגל‎), (nació el 27 de julio de 1947 en Petaj Tikva, Israel) es un exfutbolista israelí que actualmente es general mánager del Beitar Jerusalem.
Es hijo de Eliezer Spiegel, quien fue un gran jugador durante el Mandato Británico de Palestina. Giora acudió al Instituto hebreo de Herzliya.
Muy joven ingresó en el Maccabi Tel Aviv convirtiéndose pronto en uno de los jugadores más prometedores del país. Con 17 años, lideró a la selección sub-21 en el Campeonato de Asia, donde se coronaron como campeones. Con 18 años, ya había sido llamado por la selección absoluta. En 1973 dio el salto a Europa para fichar por el Estrasburgo francés, donde se pasó 5 campañas, desde 1973 hasta 1978. Después, en la 1978-79, fichó por el Lyon, y al año siguiente volvió al Maccabi Tel Aviv para ayudar al equipo a ganar la liga.
Suyo es el récord de longevidad en la selección israelí, desde 1965 hasta 1980, disputando el Mundial de 1970 y los Juegos Olímpicos de 1976 entremedias. Actualmente es el mánager general del Beitar Jerusalem.
- Datos: Q2408898
- Multimedia: Giora Spiegel / Q2408898